# Газдаг, Даниель
Даниель Газдаг (венг. Gazdag Dániel; 2 марта 1996, Ньиредьхаза, Венгрия) — венгерский футболист, атакующий полузащитник клуба «Коламбус Крю» и сборной Венгрии. Участник чемпионата Европы 2024.

## Карьера

### Клубная карьера
Газдаг — воспитанник клубов «Ньиредьхаза Спартакус» и «Будапешт Гонвед». Впервые в заявку на матч «Гонведа» попал 20 ноября 2013 года на игру Кубка венгерской лиги против «Сигетсентмиклоша». С марта 2014 года начал привлекаться к матчам «Гонведа II». За первую команду «Гонведа» дебютировал 2 сентября 2014 года в матче Кубка венгерской лиги против «Дьёра». 16 сентября 2014 года в матче Кубка лиги против «Чаквара» забил свой первый гол в профессиональной карьере. В чемпионате Венгрии дебютировал 26 сентября 2014 года в матче против «Печа». 28 октября 2017 года в матче против «Бальмазуйвароша» забил свой первый гол в чемпионате Венгрии. В июне 2015 года продлил контракт с «Гонведом» до 2019 года. В сезоне 2016/17 помог «Гонведу» выиграть первый за 24 года чемпионский титул и был назван лучшим игроком чемпионата в возрасте до 21 года по версии Организации профессиональных футболистов. 21 мая 2019 года продлил контракт с «Гонведом», истекавший тем же летом, ещё на три года, до лета 2022 года. По итогам сезона 2020/21 был назван лучшим полевым игроком и был включён в символическую сборную по версии Организации профессиональных футболистов.
11 мая 2021 года Газдаг перешёл в клуб MLS «Филадельфия Юнион», подписав двухлетний контракт с опцией продления ещё на два года. Его продажа стала второй самой дорогой в истории «Гонведа» после продажи Лайоша Детари. По сведениям прессы сумма трансфера составила $1,8 млн (€1,5 млн). В американской лиге он дебютировал 23 мая в матче против «Ди Си Юнайтед», выйдя на замену во втором тайме. 4 августа в матче против «Торонто» забил свой первый гол в MLS, реализовав пенальти. По итогам сезона 2022, в котором забил 22 мяча и отдал 10 результативных передач, был включён в символическую сборную MLS. 4 января 2023 года Газдаг получил статус назначенного игрока, подписав с «Филадельфией Юнион» новый контракт до конца сезона 2025 с опцией продления на сезон 2026. 30 апреля 2024 года он стал лучшим бомбардиром в истории «Филадельфии Юнион», забив свой 57-й мяч за клуб во всех соревнованиях.

### Международная карьера
За сборную Венгрии Газдаг дебютировал 5 сентября 2019 года в товарищеском матче со сборной Черногории.
31 марта 2021 года в матче квалификации чемпионата мира 2022 против сборной Андорры забил свой первый гол за сборную Венгрии.
Был включён в состав сборной на чемпионат Европы 2020.
Был включён в состав сборной на чемпионат Европы 2024.

## Достижения
Командные
 «Будапешт Гонвед»
- Чемпион Венгрии: 2016/17
- Обладатель Кубка Венгрии: 2019/20

Индивидуальные
- Лучший молодой игрок чемпионата Венгрии по версии Организации профессиональных футболистов: 2016/17
- Лучший полевой игрок чемпионата Венгрии по версии Организации профессиональных футболистов: 2020/21
- Член символической сборной чемпионата Венгрии по версии Организации профессиональных футболистов: 2020/21
- Член символической сборной MLS: 2022

## Статистика

### Клубная статистика
| Выступление        | Выступление      | Выступление      | Лига | Лига | Кубок | Кубок | Континент. | Континент. | Прочие | Прочие | Итого | Итого |
| Клуб               | Лига             | Сезон            | Игры | Голы | Игры  | Голы  | Игры       | Голы       | Игры   | Голы   | Игры  | Голы  |
| ------------------ | ---------------- | ---------------- | ---- | ---- | ----- | ----- | ---------- | ---------- | ------ | ------ | ----- | ----- |
| Будапешт Гонвед    | NB I             | 2013/14          | 0    | 0    | —     | —     | —          | —          | 0      | 0      | 0     | 0     |
| Будапешт Гонвед    | NB I             | 2014/15          | 12   | 0    | 1     | 1     | —          | —          | 9      | 1      | 22    | 2     |
| Будапешт Гонвед    | NB I             | 2015/16          | 24   | 0    | 2     | 0     | —          | —          | —      | —      | 26    | 0     |
| Будапешт Гонвед    | NB I             | 2016/17          | 32   | 0    | 2     | 0     | —          | —          | —      | —      | 34    | 0     |
| Будапешт Гонвед    | NB I             | 2017/18          | 27   | 2    | 7     | 2     | 2          | 0          | —      | —      | 36    | 4     |
| Будапешт Гонвед    | NB I             | 2018/19          | 26   | 1    | 6     | 0     | 3          | 0          | —      | —      | 35    | 1     |
| Будапешт Гонвед    | NB I             | 2019/20          | 24   | 5    | 8     | 1     | 3          | 1          | —      | —      | 35    | 7     |
| Будапешт Гонвед    | NB I             | 2020/21          | 30   | 13   | 2     | 5     | 2          | 0          | —      | —      | 34    | 18    |
| Будапешт Гонвед    | Итого            | Итого            | 175  | 21   | 28    | 9     | 10         | 1          | 9      | 1      | 222   | 32    |
| Будапешт Гонвед II | NB III           | 2013/14          | 7    | 0    | —     | —     | —          | —          | —      | —      | 7     | 0     |
| Будапешт Гонвед II | NB III           | 2014/15          | 9    | 1    | —     | —     | —          | —          | —      | —      | 9     | 1     |
| Будапешт Гонвед II | NB III           | 2017/18          | 10   | 0    | —     | —     | —          | —          | —      | —      | 10    | 0     |
| Будапешт Гонвед II | Итого            | Итого            | 26   | 1    | —     | —     | —          | —          | —      | —      | 26    | 1     |
| Филадельфия Юнион  | MLS              | 2021             | 23   | 4    | —     | —     | 2          | 0          | 3      | 1      | 28    | 5     |
| Филадельфия Юнион  | MLS              | 2022             | 34   | 22   | 1     | 0     | —          | —          | 3      | 2      | 38    | 24    |
| Филадельфия Юнион  | MLS              | 2023             | 32   | 14   | 1     | 0     | 12         | 7          | 3      | 1      | 48    | 22    |
| Филадельфия Юнион  | MLS              | 2024             | 11   | 7    | —     | —     | 4          | 0          | —      | —      | 15    | 7     |
| Филадельфия Юнион  | Итого            | Итого            | 100  | 47   | 2     | 0     | 18         | 7          | 9      | 4      | 129   | 58    |
| Всего за карьеру   | Всего за карьеру | Всего за карьеру | 301  | 69   | 30    | 9     | 28         | 8          | 18     | 5      | 377   | 91    |

1. ↑  В графу «Континентальные турниры» входят игры и голы в Лиге чемпионов УЕФА, Лиге Европы УЕФА, Лиге чемпионов КОНКАКАФ и Кубке лиг.
2. ↑  В графу «Прочие» входят игры и голы в Кубке венгерской лиги и плей-офф Кубка MLS.

### Международная статистика
| Команда | Год   | Игры | Голы |
| ------- | ----- | ---- | ---- |
| Венгрия |       |      |      |
| 2019    | 1     | 0    |      |
| 2020    | 3     | 0    |      |
| 2021    | 7     | 3    |      |
| 2022    | 7     | 1    |      |
| 2023    | 5     | 0    |      |
| 2024    | 1     | 0    |      |
| Всего   | Всего | 24   | 4    |